# Tremaine Edmunds
Tremaine Edmunds (Danville, 2 maggio 1998) è un giocatore di football americano statunitense che milita nel ruolo di linebacker per i Chicago Bears della National Football League (NFL).

## Carriera universitaria
Al college Edmunds giocò a football alla Virginia Tech University dal 2015 al 2017 con cui in carriera mise a segno 213 tackle, 10 sack e un intercetto. Nell'ultima stagione fu finalista per il Butkus Award.

## Carriera professionistica

### Buffalo Bills
Il 26 aprile 2018 Edmunds fu scelto come 16º assoluto nel Draft NFL 2018 dai Buffalo Bills. Debuttò come professionista partendo come titolare nella gara del primo turno contro i Baltimore Ravens in cui mise a segno 7 placcaggi e un sack su Joe Flacco con cui forzò un fumble. Alla fine di dicembre fu premiato come rookie difensivo del mese in cui mise a segno 43 tackle, 2 intercetti e un sack, con un massimo stagionale di 12 placcaggi nell'ultima partita dell'anno vinta contro i Miami Dolphins. La sua prima stagione si chiuse con 121 tackle, 2 sack, 2 intercetti e 2 fumble forzati. Nel 2019 Edmunds mise a segno 115 tackle, 1,5 sack e un intercetto, venendo convocato per il suo primo Pro Bowl al posto dell'infortunato Dont'a Hightower.
Nel 2020 Edmunds fu convocato per il suo secondo Pro Bowl (non disputato a causa della pandemia di COVID-19) dopo avere fatto registrare 119 tackle e 2 sack. I Bills giunsero fino alla finale di conference per la prima volta dal 1995.
Nel quarto turno della stagione 2021 Edmunds fu premiato come difensore della AFC della settimana dopo avere messo a segno 6 placcaggi e un intercetto nella vittoria per 44-0 sugli Houston Texans.

### Chicago Bears
Il 13 marzo 2023 firmò con i Chicago Bears un contratto quadriennale del valore di 72 milioni di dollari, 50 dei quali garantiti.

## Palmarès
- Convocazioni al Pro Bowl: 2

2019, 2020
- Difensore della AFC della settimana: 1

4ª del 2021
- Rookie difensivo del mese: 1

dicembre 2018

## Famiglia
Edmunds ha due fratelli, Trey e Terrell. Trey gioca nella NFL per i New Orleans Saints e Terrell è stato anch'egli scelto dai Pittsburgh Steelers nel primo giro del Draft 2018. Anche il padre, Ferrell Edmunds, ha giocato nella NFL, venendo convocato per due Pro Bowl. Tremaine e Terrell Edmunds sono stati i primi fratelli della storia a venire scelti nel primo giro dello stesso Draft NFL.

### Chicago Bears
Il 13 marzo 2023 Edmunds firmó con i Chicago Bears.